# Русановское сельское поселение (Омская область)
Русановское се́льское поселе́ние — муниципальное образование в Нововаршавском районе Омской области Российской Федерации.
Административный центр — деревня Русановка.

## История
Статус и границы сельского поселения установлены Законом Омской области от 30 июля 2004 года № 548-ОЗ «О границах и статусе муниципальных образований Омской области»

## Население
| 2010  | 2011  | 2012  | 2013  | 2014  | 2015  | 2016  |
| ----- | ----- | ----- | ----- | ----- | ----- | ----- |
| 1410  | ↘1409 | ↘1373 | ↘1325 | ↘1298 | ↗1302 | ↘1296 |
| 2017  | 2018  | 2019  | 2020  | 2021  | 2023  |       |
| ↘1269 | ↘1238 | ↘1202 | ↘1189 | ↗1254 | ↘1238 |       |

## Состав сельского поселения
| № | Населённый пункт | Тип населённого пункта          | Население |
| - | ---------------- | ------------------------------- | --------- |
| 1 | Любовка          | железнодорожная станция         | 261       |
| 2 | Любовский        | посёлок                         | 226       |
| 3 | Русановка        | деревня, административный центр | ↗923      |